# 陶村乡
陶村乡，是中华人民共和国山西省朔州市平鲁区下辖的一个乡镇级行政单位。

## 行政区划
陶村乡下辖以下地区：
陶东村、陶西村、歇马关村、前南沟村、后南沟村、西家寨村、白西沟村、太庄村、白土窑村、卢家窑村、杨井沟村、小尹庄村、王高登村、光明村、后东村、后西村、西孙庄村、大尹庄村、计高登村、楼子沟村、刘高登村、一半岭村、白石崖村、石东村、石西村和前安家岭村。